# Alfredo Vásquez Cobo
Alfredo Vásquez Cobo (Santiago de Cali, 9 febbraio 1869 – Santiago de Cali, 1º febbraio 1941) è stato un politico colombiano.
È stato ministro della guerra della Colombia per due volte, dal 21 febbraio 1903 al 7 agosto 1904 e dal 14 marzo 1908 al 22 marzo 1909. 
Inoltre è stato ministro degli esteri dal 1 giugno 1906 al 9 marzo 1908 e ministro dell’istruzione dall’11 novembre 1921 al 28 novembre 1921.
Ha comandato l'esercito Colombiano durante la Guerra tra Colombia e Perù del 1932-1933 successivamente alla quale si ritirò dall'attività politica e militare.
Era rappresentante del Partito Conservatore Colombiano.

## Biografia
Alfredo Vásquez nacque a Cali il 9 febbraio 1869 da José Vásquez Córdoba e da Carmen Cobo. 
Vásquez si laureò in ingegneria civile presso l'Università di Oxford, nel Regno Unito e poi in Francia come ingegnere militare presso l'École spéciale militaire de Saint-Cyr. Dopo il ritorno in Colombia, lavorò alla costruzione della Ferrocarril del Pacífico, la linea ferroviaria tra l'interno del Paese e la costa del Pacifico.